# یلنا پترووا
یلنا پترووا (استونیایی: Jelena Petrova؛ زادهٔ ۶ ژوئن ۱۹۸۹) شناگر اهل استونی است. وی در بازی‌های المپیک تابستانی ۲۰۰۴ شرکت کرده است.